# 禁断シリーズ
『禁断シリーズ』（きんだんシリーズ）は、刑部真芯による日本の漫画のシリーズ。第1作目は作者のデビュー作に当たる。

## 概要
『Cheese!』（小学館）に連載されていた。2000年、1冊目の単行本が発売されるが、雑誌掲載時のものに40ページもの書き足しをし、全3話だったものを全4話にした。その後も、他作の連載の合間に続編を発表、単行本は2008年8月現在5巻まで発売されている。

## あらすじ
幼い頃、養護施設から引き取られて以来、毬也の下で育ってきた萌子。優しかった毬也はある日突然、萌子を抱いた。そして中学校に上がって間もなく、初潮を迎えた萌子がそのことを報告すると、毬也は面倒くさそうに「ちっ」と舌打ちをした。恋人として愛されていると思っていた萌子はひどくショックを受ける。自分はただの遊びだったのか……、萌子は苦悩する。

## 登場人物
高瀬萌子（たかせもえこ）
父と母を交通事故で亡くし、孤児院に預けられたところを毬也に引き取られた。毬也にお人形のように育てられた。14歳
加納毬也（かのうまりや）
萌子より12歳年上。御曹司。26歳。容姿端麗で女性には不自由しないが、萌子をいかに女にするかしか考えていない。
森津真（もりつまこと）
毬也の友人。お坊ちゃま。26歳。綺麗なものが大好きで、毬也のことが大好き。
武蔵連太郎（むさしれんたろう）
萌子の同級生。萌子の事が好きで、毬也の事を「エロおやじ」と呼びライバル視している。14歳。入学式で萌子に一目ぼれをする。クラス委員長も務めていて、モテる。

## 単行本
- 禁断〜秘密の花園〜（2000年11月25日、ISBN 4091380522）
- 禁断〜あの夏の日の楽園〜（2001年12月20日、ISBN 4091354912）
- 禁断〜その腕の中の天国〜（2003年6月26日、ISBN 4091383114）
  - 禁断〜忘却の百合〜／禁断〜嫉妬の棘〜／禁断〜その腕の中の天国〜／モーリッツの災難
- 禁断〜この胸にある焔〜（2004年11月26日、ISBN 409135498X）
  - 禁断〜この胸にある焔〜／禁断〜天使の牙は人形に〜／Fairy tale
- 禁断〜薔薇の彼方〜（2007年11月26日、ISBN 9784091313089）
  - 禁断〜薔薇の彼方〜／禁断〜Memories〜／禁断〜イトシイヒト〜／モーリッツの秘密